# Vox (przedsiębiorstwo)

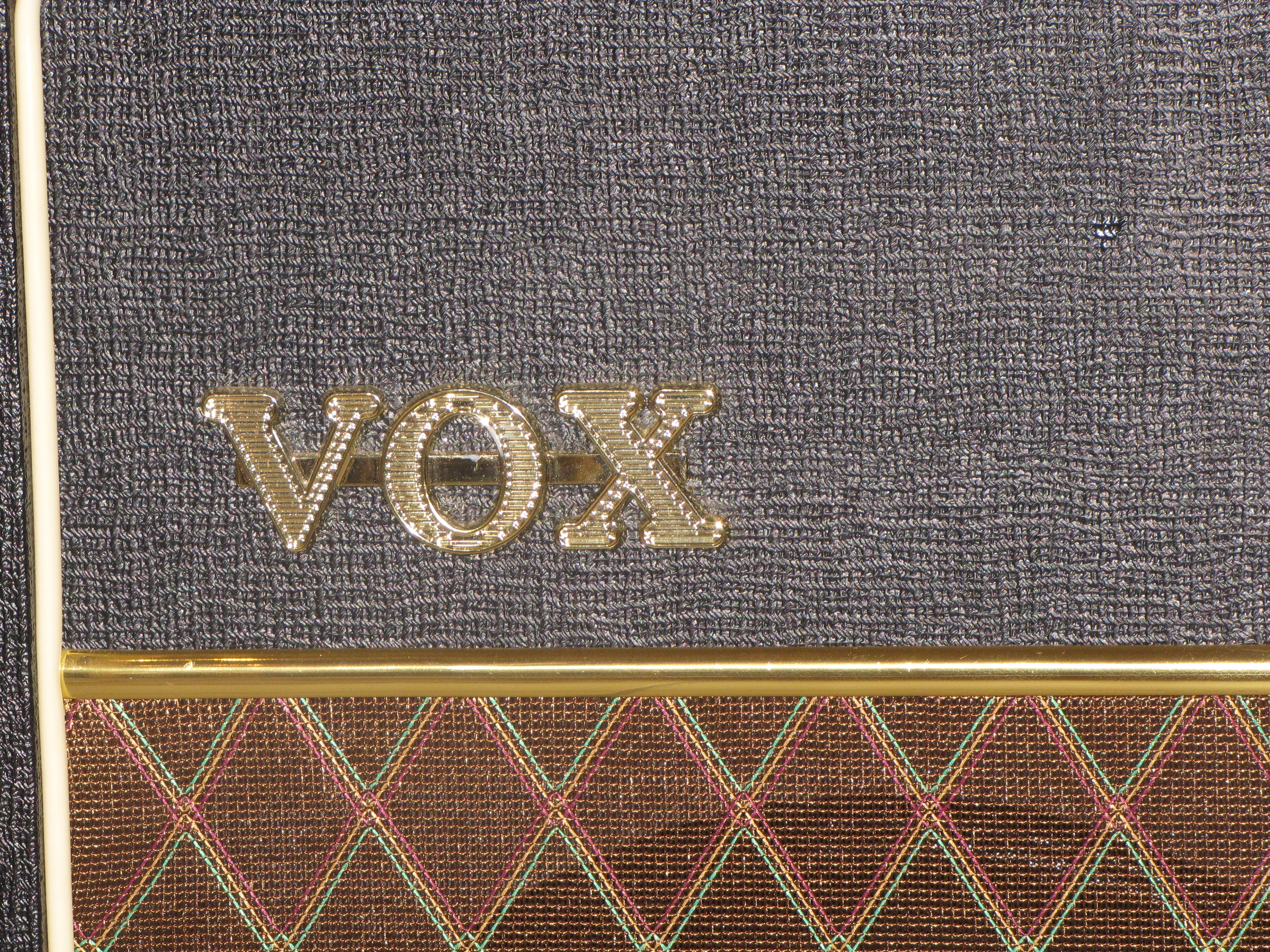
Logo firmy na słynnym wzmacniaczu AC30 CC2

Vox – brytyjski producent sprzętu muzycznego, znany głównie z produkcji wzmacniaczy gitarowych, ale także organów elektrycznych i komercyjnie nieudanych gitar elektrycznych oraz gitar basowych. Siedziba firmy mieści się w Dartford, w hrabstwie Kent (Wielka Brytania). W 1992 roku firma Vox stała się własnością japońskiej firmy elektronicznej Korg.

## Historia

### Początki
Spółka Organ Jennings została założona przez Thomasa Waltera Jenningsa w Dratford, po II wojnie światowej. Pierwszym udanym produktem Jenningsa był Univox.
W 1956 roku światło dzienne ujrzał prototyp wzmacniacza gitarowego, wykonanego przez Dicka Danneya. Nazwa firmy została zmieniona na Jennings Musical Industries (JMI). W 1958 roku została uruchomiona produkcja 15-watowego wzmacniacza Vox AC15. Szybko znalazł on uznanie wielu brytyjskich muzyków Rock'n Rollowych, w tym zespołu The Shadows.

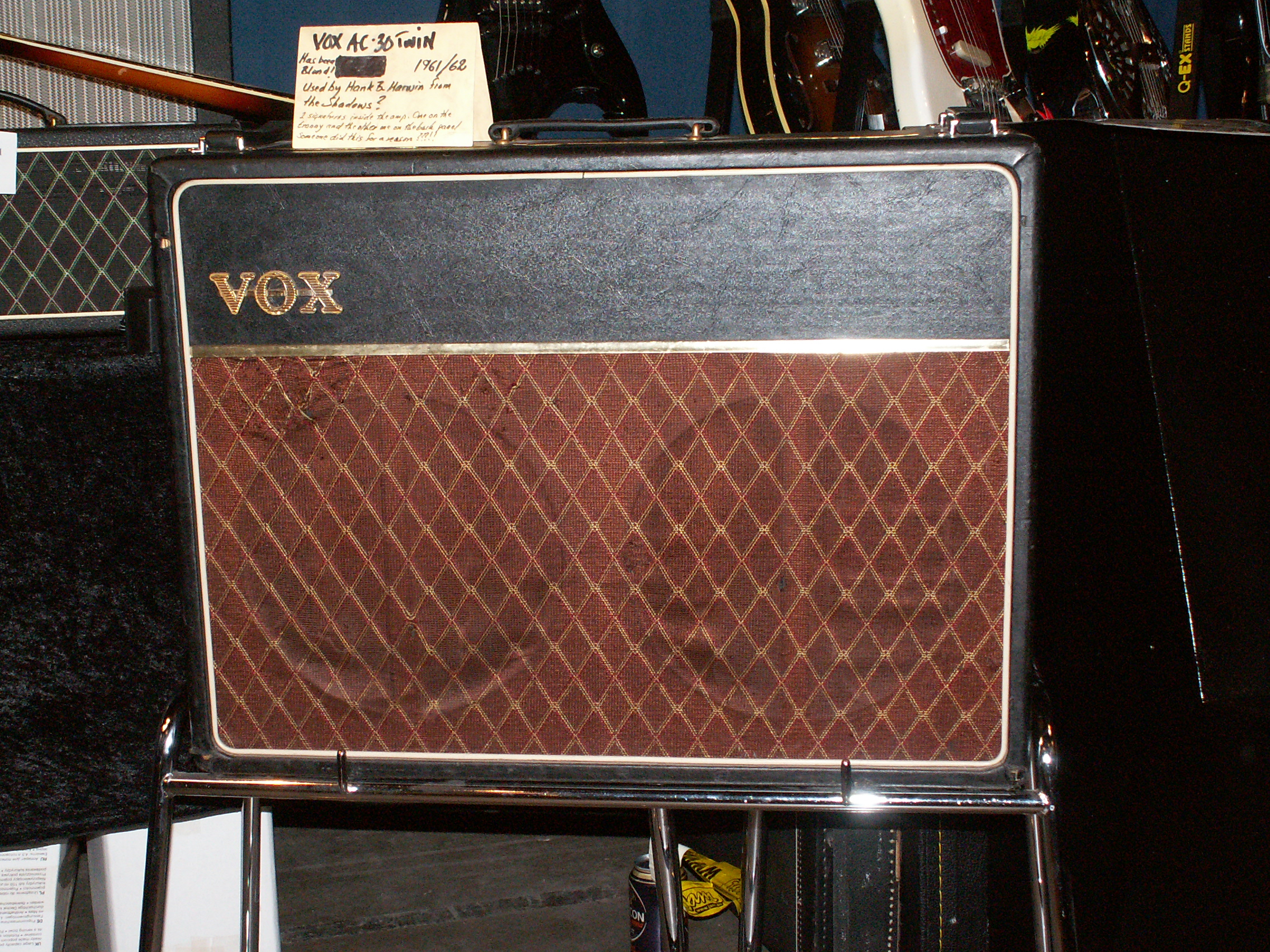
Legendarny wzmacniacz Vox AC30

### AC30
Wkrótce wzrosło zapotrzebowanie na wzmacniacze o większej mocy. Wśród nich przodował mocniejszy Fender Twin. Firma Vox podjęła się wyzwania i w 1959 roku zaprezentowała model o nazwie AC30. W istocie, był to podwójnie zasilany AC15. Wzmacniacz ten, będąc w posiadaniu przez muzyków między innymi z The Beatles, The Rolling Stones, The Kinks i The Yardbirds, przyczynił się do wykształcenia charakterystycznego brzmienia tzw. brytyjskiej inwazji. AC30s zachwycił również Briana Maya z grupy Queen, którego wizerunek znany jest ze "ścianą" AC30s na scenie. Ponadto na tym modelu grali: Jimmy Page z Led Zeppelin, Paul Weller z The Jam (również zebrał "ścianę" AC30s), Rory Gallagher, The Edge z U2, Thom Yorke, Jonny Greenwood, Ed O’Brien, Mark Knopfler, Hank Marvin, Pete Townshend, Ritchie Blackmore, John Scofield, Will Sergeant, Tom Petty, Mike Campbell, Peter Buck, Justin Hayward, Mike Nesmith, Peter Tork, Noel Gallagher, Matthew Bellamy, Omar Rodríguez-López, Dustin Kensrue, Dean DeLeo oraz wielu innych.